# Aloys Bigirumwami
Aloys Bigirumwami (Zaza (Ruanda), 22 de desembre de 1904 - Ruhengeri, 3 de juny de 1986) va ser un religiós ruandès, bisbe de Nyundo de 1959 a 1973, prèviament n'havia estat vicari apostòlic.

## Naixement i educació
Aloys Bigirumwami va néixer en una família tutsi i va ser batejat el dia de Nadal. Pertanyia al clan Bagesera-Bazirankende, que havia governat Gisaka, un estat que al voltant de 1850 havia estat conquerit i annexat a Ruanda.
El seu pare, Joseph Rukamba, va ser un dels primers cristians de la missió catòlica que havia estat fundada a Zaza el 1900, batejat el 1903. Aloys era el més gran d'una família de sis nois i sis noies.
A l'edat de deu anys, Aloys va ingressar al Seminari Menor de Kabgayi. Va ingressar al Gran Seminari de Kabgayi el 1921, on va estudiar sota el bisbe John Joseph Hirth, fundador de l'església de Ruanda. Va ser ordenat sacerdot el 26 de maig de 1929.

## Carrera
Bigirumwami va ensenyar al Seminari Menor de Kabgayi el 1929. Al seu torn va ser vicari de les parròquies de Kabgayi (1930), Murunda (1930), Kigali Sainte Famille (1931) i Rulindo (1932). El 30 de gener de 1933 va ser nomenat pastor de Muramba, i va ocupar aquest càrrec fins al 17 de gener de 1951. El 1947 va ser el primer sacerdot ruandès que va ser nomenat per al consell del Vicariat. El 1951 va ser fet pastor de Nyundo.
El 14 de febrer de 1952, el papa Pius XII va nomenar Bigirumwami primer Vicari Apostòlic del Bisbat de Nyundo, i bisbe titular de Garriana. Va ser ordenat bisbe a Kabgayi durant la festivitat de Pentecosta, l'1 de juny de 1952, en una cerimònia a la qual van assistir molts líders religiosos i civils i una gran multitud de cristians. El rei Mutara III Rudahigwa de Ruanda també va estar present i va parlar en aquesta ocasió. Després de la seva consagració, Nyundo va rebre 20.000 conversos.
Bigirumwami, que inicialment va rebutjar l'existència d'un conflicte entre les dues poblacions, recolzava la separació ètnica de tutsis, la superioritat dels quals defensava, i hutus. El bisbe també creia que la conversió dels pagans dins de la seva jurisdicció podria ser aconseguit amb un gran nombre de sacerdots. Una vegada va dir: "Amb prou sacerdots estacionats cada deu quilòmetres, no trigaria gaire". Bigirumwami també va ignorar la bruixeria pel que fa a la medicina, però la va atacar en les esferes de la profecia i la màgia simpàtica.
Bigirumwami va organitzar escoles i hospitals i va ajudar a les nenes a obtenir educació.
El 1956 va ordenar André Perraudin, que posteriorment va ser nomenat arquebisbe de l'església ruandesa. Bigirumwami va ser alçat de la categoria de vicari a la de bisbe d'una diòcesi el 10 de novembre de 1959. La nova diòcesi de Nyundo combinava les antigues prefectures de Gisenyi, Kibuye i part de Ruhengeri. Hi havia 54.000 cristians d'una població total de 375.000 habitants.
El 10 de novembre de 1959 Bigirumwami va ser nomenat bisbe de Nyundo, ocupant aquest càrrec fins que es va retirar després de vint-i-un anys de servei, cinc dies abans del seu 64è aniversari, el 17 de desembre de 1973.
Bigirumwami va ser primer bisbe africà nomenat a les colònies belgues (Ruanda, Burundi i el Congo). També va ser considerat candidat probable per convertir-se en cardenal.
Aloys Bigirumwami va morir el 3 de juny de 1986 a l'hospital de Ruhengeri d'un atac de cor. Tenia 81 anys. Va ser enterrat a la Catedral de Nyundo.

## Treballs
Bigirumwami va tenir poca exposició a la cultura ruandesa quan era infant, i quan va començar a interessar-se per les seves costums ancestrals, va ser com un missioner que s'interessava per les pràctiques paganes que estava determinat a destruir.
No obstant això, gradualment va arribar a apreciar els valors incorporats a les creences tradicionals, i va pensar que l'església no ha de destruir les cultures locals, sinó que hauria d'utilitzar-los com a vehicle per al seu missatge.
El desembre de 1954 va fundar la revista Hobe per a la joventut. Hobe, escrita íntegrament en kinyarwanda, va ser un gran èxit. Va ser part d'un esforç deliberat per rehabilitar la cultura ruandesa en una època on era comú menystenir la cultura com a inferior a la civilització occidental.
Bigirumwami va escriure molts llibres sobre la cultura ruandesa.
Va ser un gran creient en la unitat entre els habitants de Rwanda i va criticar les publicacions estrangeres que exageraven les diferències entre els diferents grups.

## Obres
- Bigirumwami, Aloys. Imigani migufi, inshamarenga, ibisakuzo: Proverbes, dictons, devinettes.  République rwandaise, 1967 [Consulta: 25 març 2013].
- Bigirumwami, Aloys. Présentation et commentaire des cinq volumes écrits par Mgr. Bigirumwami, 1971 [Consulta: 25 març 2013].
- Bigirumwami, Aloys. Imigani miremire.  s.l., 1971 [Consulta: 25 març 2013].
- Bigirumwami, Aloys. Ibitekerezo, ... amahamba n'amzina y'inkae ibiganiro.  [Diocèse de] Nyundo, 1972 [Consulta: 25 març 2013].
- Bigirumwami, Aloys. Imana y'abantu, abantu b'Imana, Imana mu bantu abantu mu mana, 1979 [Consulta: 25 març 2013].
- Bigirumwami, Aloys. Imihigo, imiziro n'imiziririzo mu Rwanda: Proverbs, essays and poems about Rwanda, 1984 [Consulta: 25 març 2013].
- Bigirumwami, Aloys; Muzungu, Bernardin. Contes moraux du Rwanda.  Editions de l'Université Nationale du Rwanda, 1987 [Consulta: 25 març 2013].
- Bigirumwami, Aloys; Crépeau, Pierre. Paroles du soir: contes du Rwanda.  Editions David, 2000. ISBN 978-2-922109-33-7 [Consulta: 25 març 2013].
- Bigirumwami, Aloys; Crépeau, Pierre. Cent Contes Du Rwanda.  Fondation littéraire Fleur de lys, 2005. ISBN 978-2-89612-142-7 [Consulta: 25 març 2013].